# Ungern i olympiska sommarspelen 1904
Ungern deltog med fyra deltagare vid de olympiska sommarspelen 1904 i Saint Louis. Totalt vann de fyra medaljer och slutade på femte plats i medaljligan.

## Medaljer

### Guld
- Zoltán Halmay - Simning, 50 yard frisim
- Zoltán Halmay - Simning, 100 yard frisim

### Silver
- Géza Kiss - Simning, 1 mile frisim

### Brons
- Géza Kiss - Simning, 880 yard frisim